# 高山筋骨草
高山筋骨草（学名：Ajuga nubigena）为唇形科筋骨草属下的一个种。

## 扩展阅读
- 維基物種上的相關：高山筋骨草